# Petrîk, Litîn
Petrîk (în ucraineană Петрик) este un sat în comuna Malînivka din raionul Litîn, regiunea Vinnița, Ucraina.

## Demografie
Componența lingvistică a localității Petrîk
     Ucraineană (98,78%)
     Rusă (1,22%)
Conform recensământului din 2001, majoritatea populației localității Petrîk era vorbitoare de ucraineană (98,78%), existând în minoritate și vorbitori de rusă (1,22%).